# Kerivoula argentata
Kerivoula argentata är en däggdjursart som beskrevs av Robert Fisher Tomes 1861. Kerivoula argentata ingår i släktet Kerivoula och familjen läderlappar. IUCN kategoriserar arten globalt som livskraftig.
Inga underarter finns listade i Catalogue of Life. Wilson & Reeder (2005) skiljer mellan tre underarter.
Arten blir 8,3 till 10 cm lång, inklusive en 4,2 till 5 cm lång svans och väger 6 till 9 g. Den har 3,6 till 4,1 cm långa underarmar och en vingspann av cirka 25 cm. Pälsen på ovansidan bildas av bruna hår med silverfärgade spetsar och undersidan är täckt av ljus gråbrun till vit päls. Kerivoula argentata har en rödbrun flygmembran och vid kanten av den del som ligger mellan bakbenen förekommer päls. Öronen är jämförd med huvudets storlek stora.
Denna fladdermus förekommer i sydöstra Afrika från södra Kenya och östra Angola till södra Zimbabwe. Habitatet utgörs av fuktiga savanner. Individerna vilar i den täta växtligheten, under lösa barkskivor och i bon som skapades av vävare (Ploceidae). Ibland gömmer sig Kerivoula argentata i byggnader.
Kerivoula argentata sover ensam eller bildar mindre flockar med upp till 6 medlemmar. Arten jagar vanligen nära marken.